# Kanton Tinténiac
Der Kanton Tinténiac war von 1790 bis 2015 ein französischer Wahlkreis im Arrondissement Saint-Malo, im Département Ille-et-Vilaine und in der Region Bretagne; sein Hauptort war Tinténiac.

## Geschichte
Der Kanton entstand am 15. Februar 1790. Von 1801 bis 2015 gehörten zehn Gemeinden zum Kanton Tinténiac (bis 1801:Kanton Tintenniac; zeitweise auch Kanton Tinteniac geschrieben). 2015 wurde der Kanton aufgelöst und die Gemeinden wechselten zu anderen Kantonen.

## Lage
Der Kanton lag im Nordwesten des Départements Ille-et-Vilaine. 

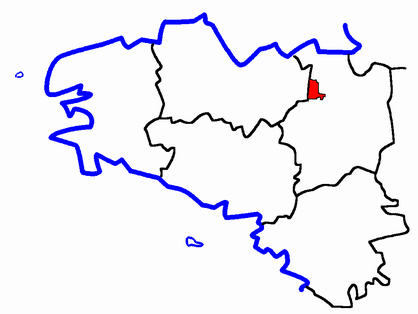
Lage des Kantons Tinténiac innerhalb der Bretagne

## Gemeinden
| Gemeinde                   | Bretonisch      | Einwohner (2022) | Fläche (km²) | Code postal | Code Insee |
| -------------------------- | --------------- | ---------------- | ------------ | ----------- | ---------- |
| La Baussaine               | Baosan          | 675              | 9.63         | 35190       | 35017      |
| La Chapelle-aux-Filtzméens | Chapel-Hilveven | 825              | 6.36         | 35190       | 35056      |
| Longaulnay                 | Hirweneg        | 598              | 7.52         | 35190       | 35156      |
| Plesder                    | Pleder          | 778              | 11.03        | 35720       | 35225      |
| Pleugueneuc                | Plegeneg        | 2.063            | 24.52        | 35720       | 35226      |
| Saint-Domineuc             | Landoveneg      | 2.587            | 15.70        | 35190       | 35265      |
| Saint-Thual                | Sant-Tual       | 999              | 11.40        | 35190       | 35318      |
| Tinténiac                  | Tintenieg       | 3.877            | 23.40        | 35190       | 35337      |
| Trévérien                  | Treverian       | 918              | 12.08        | 35190       | 35345      |
| Trimer                     | Tremeur         | 205              | 3.56         | 35190       | 35346      |
| Kanton                     | Tintenieg       | 12.150           | 125.20       | -           | 3541       |

## Politik
Der Kanton hatte bis zu seiner Auflösung folgende Abgeordnete im Rat des Départements:
| Vertreter im conseil général des Départements | Vertreter im conseil général des Départements | Vertreter im conseil général des Départements |
| Amtszeit                                      | Name                                          | Partei                                        |
| --------------------------------------------- | --------------------------------------------- | --------------------------------------------- |
| 1945–1964                                     | Alphonse Pellé                                | Rad.                                          |
| 1964–1988                                     | Roger Noguès                                  | Rad., dann DVD                                |
| 1988–1994                                     | Thérèse Noguès                                | DVD                                           |
| 1994–2015                                     | André Lefeuvre                                | PRG                                           |